# Égry
Égry är en kommun i departementet Loiret i regionen Centre-Val de Loire strax norr Frankrikes mitt. Kommunen ligger i kantonen Beaune-la-Rolande som tillhör arrondissementet Pithiviers. År 2022 hade Égry 356 invånare.

## Befolkningsutveckling
Antalet invånare i kommunen Égry
| Referens: INSEE |